# Gartner KG

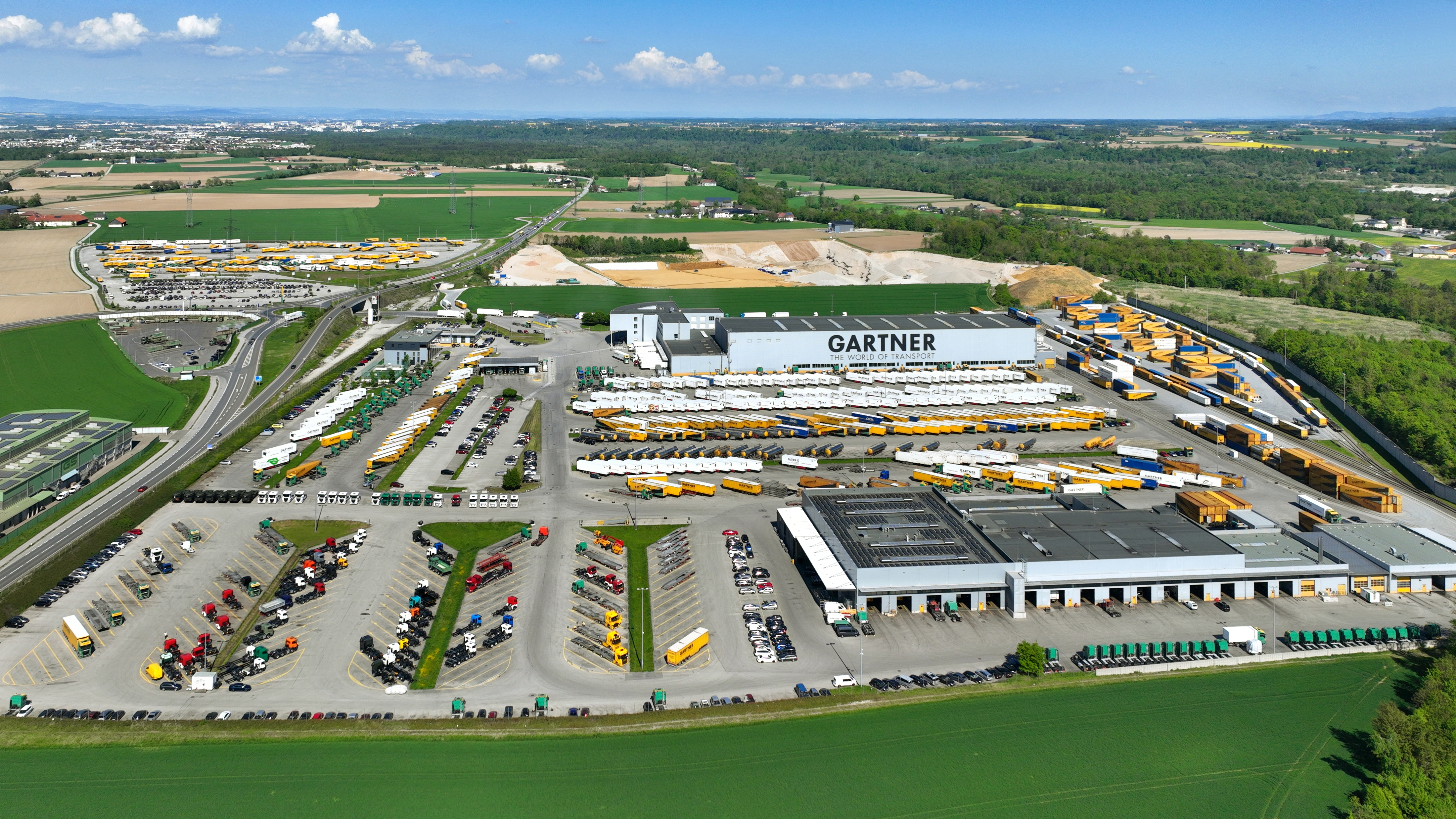
Zentrale in Edt bei Lambach

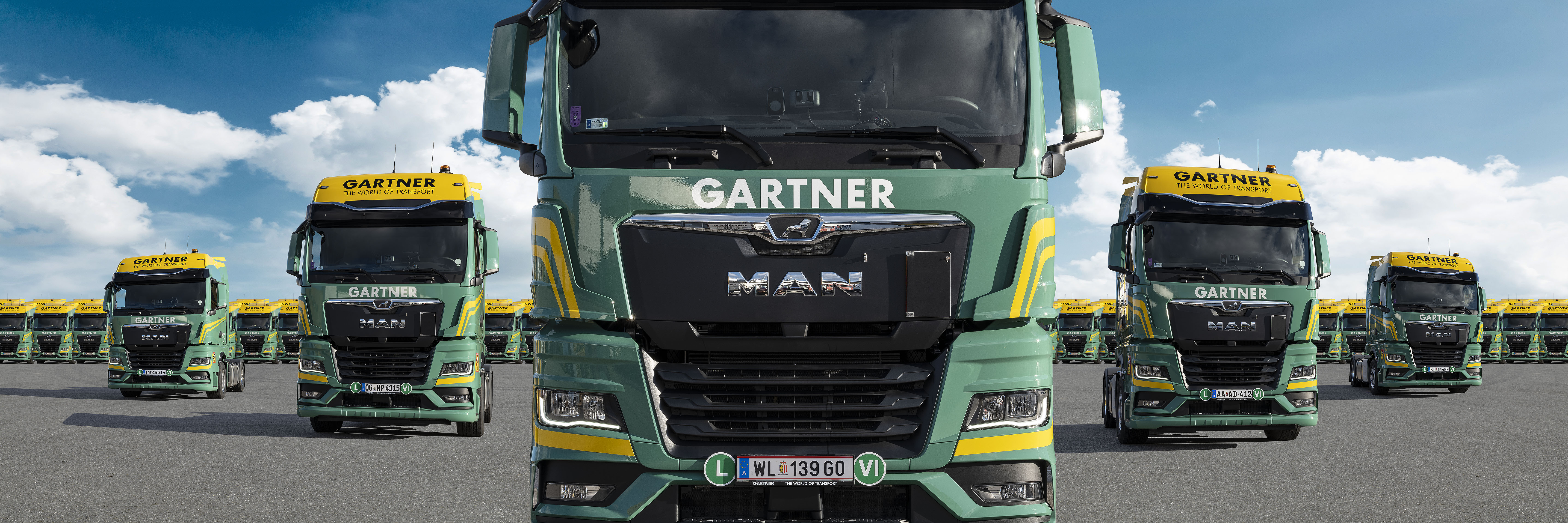
Zugmaschinen der Marke MAN im Gartner Design

Die Gartner KG mit Stammsitz im oberösterreichischen Edt bei Lambach ist ein Speditions- und Logistikunternehmen, das überwiegend internationale Güterverkehre anbietet. Ein Großteil der Leistungen wird auf der Straße abgewickelt, wofür dem Unternehmen 2023 rund 2.100 eigene Lkw zur Verfügung standen.
Seit 2003 ist Gartner zunehmend auf dem Gebiet des unbegleiteten kombinierten Ladungsverkehrs tätig, wo die Verkehrszweige Straße und Schiene kombiniert werden.

## Geschichte der Gartner KG

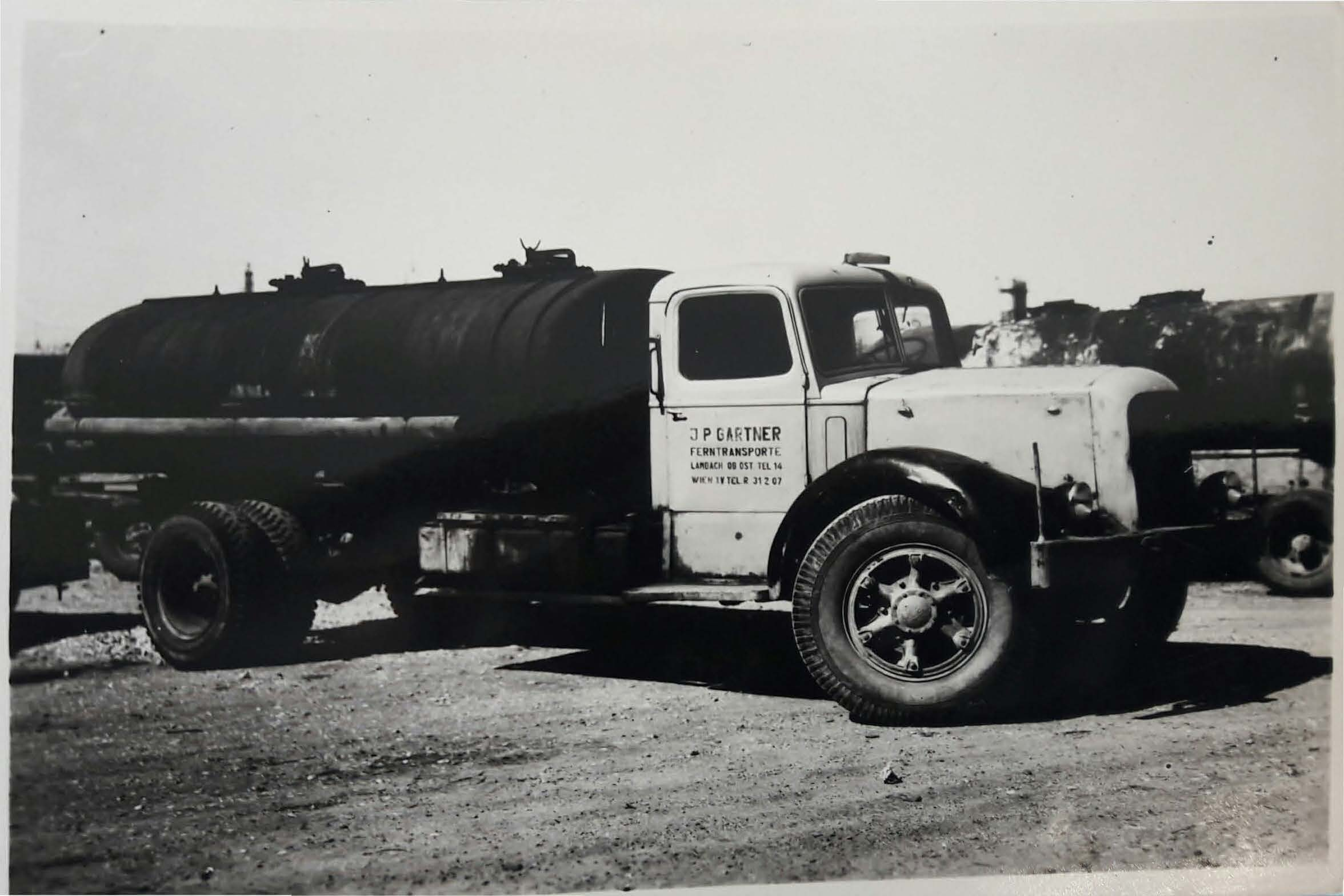
Tankfahrzeug der Fa. Gartner aus dem Jahr 1948

Den Grundstein des heutigen Betriebs legte Peter Gartner (1889–1964) im Jahr 1918 als Taxi-/Transportunternehmer. Von Pferden gezogene Fuhrwerke und Kipper stellten den Ursprung des Unternehmens dar. Als Nahversorger kümmerte sich Peter Gartner um den Transport, die Anlieferung und den Verkauf von Kohle, Schotter, Sand und Baustoffen in der Umgebung. Vor dem Ersten Weltkrieg übernahm er das gesamte Handelsgeschäft seines Onkels, welches aus einer Gastwirtschaft und einem Rohprodukthandel bestand. Vorrangig wurden Lieferungen mit Stroh, Heu und Klee an das Militär geschickt, die für Pferde in den Kasernen gebraucht wurde. Während des Ersten Weltkriegs war Peter Gartner im heutigen Tschechien stationiert. Danach betrieb er weiterhin den Handel und führte die notwendigen Transporte durch. 1946 übernahm Josef Peter Gartner das Kleinunternehmen. Er transportierte hauptsächlich Rohöl von den oberösterreichischen Fördergebieten mit Tankfahrzeugen in die Raffinerie nach Wien. In den 50er Jahren wurde Gartner zum ersten Mal im internationalen Transport tätig. Eine Niederlassung wurde in Wien gegründet. 1974 bis 1977 traten dessen Söhne Peter, Klaus und Richard Gartner in die Firma ein. 1980 begann man mit dem Transport von gekühlten Lebensmitteln, der heutigen Haupttätigkeit. Im Laufe der Jahre wurden weitere Niederlassungen gegründet, u. a. in Deutschland, Ungarn, Rumänien, Slowakei und in den Niederlanden. 2003 wurde das Terminal im 2002 in Betrieb genommenen neuen Headquarters in Edt bei Lambach eröffnet. Zum ersten Mal fuhren eigene Shuttle Züge nach Griechenland, Rumänien und Deutschland.
Ende 2021 wurde ein neuer Geschäftsbereich zu dem Geschäftsfeld Straßentransporte hinzugefügt. Der neue Road Feeder Service (RFS) verantwortet den Transport und Weitertransport von Luftfrachtsendungen.
Seit 2022 operiert die Charterabteilung von einem neuen Standort in Straßwalchen. In diesem Jahr übergab Klaus Gartner seinen Kindern, Julia und Georg Gartner, je 20 % der Firmenanteile und behielt 8,4 %. Julia Gartner ist Geschäftsführerin der Gartner Tankspedition und Georg Gartner ist Geschäftsführer der Gartner Speditions GmbH Österreich.
2023 erfolgte die Übernahme der Firma Anderl Transporte GmbH, die Eröffnung des neuen Standort in Gelsenkirchen und die Eröffnung des „StopOver“. Das StopOver ist ein Trucker Motel für LKW-Fahrer, welches mit Sanitäranlagen und Schlafplätzen ausgestattet ist.

## Geschäftsfelder

### Straßentransporte
Gartner ist im internationalen Fernverkehr als auch im Nahverkehr tätig. Hauptsächlich transportiert Gartner Lebensmittel in Kühltransporten. Sie fahren aber auch Transporte für die Stahl- und Papierindustrie unter Plane. Auch heute noch transportiert Gartner europaweit flüssige Chemie- und Mineralöltransporte. Doch auch Sonder- und Fahrzeugtransporte übernehmen sie. Containertransporte haben mit dem Beginn des intermodalen Transports 2003 vermehrt an Bedeutung erlangt, da so Container per Zug, Schiff und LKW transportiert werden können. Seit 2021 organisiert Gartner auch den Weitertransport von Luftfrachtsendungen über den eigenen Road Feeder Service.

### Intermodaler Verkehr
Seit 2003 ist Gartner im kombinierten Verkehr tätig. Das Terminal am Headquarters in Edt bei Lambach bildet die Schnittstelle von einem europaweiten Schienennetz. Eigene Zugterminals befinden sich in Thessaloniki/Sindos in Griechenland und Arad/Curtici in Rumänien. Gartner beliefert aber auch Terminals in Deutschland, Italien, Frankreich und der Türkei.

### Warehousing
An 8 der 22 Standorte in Europa betreibt Gartner Lager für ihre Kunden. Gelagert werden Lebensmittel, je nach Lager aber auch Sondergüter wie Chemikalien und Gefahrgut.